# Dineutus gouldi
Dineutus gouldi là một loài bọ cánh cứng trong họ van Gyrinidae. Loài này được Hope miêu tả khoa học năm 1842.